# Corbières (Zwitserland)
Corbières is een gemeente en plaats in het Zwitserse kanton Fribourg, en maakt deel uit van het district Gruyère.
Corbières telt 669 inwoners.
Op 1 januari 2011 is de tot dan toe zelfstandige gemeente Villarvolard gefuseerd met Corbières.